# 1808 în literatură
Anul 1808 în literatură a implicat o serie de evenimente și cărți noi semnificative.  

## Cărți noi
- Sophia Bouverie
  - Lord Hubert of Arundel
  - St. Justin
- James Norris Brewer - Mountville Castle
- Madame Stéphanie de Genlis -The Earl of Cork
- Sarah Green - Tankerville Family
- Elizabeth Hamilton - The Cottagers of Glenburnie
- Anthony Frederick Holstein – Sir Owen Glendowr
- Heinrich von Kleist - The Marquise of O (nuvelă)
- Francis Lathom - The Northern Gallery
- Caroline Maxwell – Alfred of Normandy
- Charles Maturin - The Wild Irish Boy
- Henrietta Rouviere Mosse - The Old Irish Baronet
- Henrietta Sykes – Margiana
- Elizabeth Thomas - The Husband and Wife
- Anne Trelawney
  - Characters at Brighton
  - Offspring of Mortimer
- R. P. M. Yorke - Valley of Collares
- Mary Julia Young - The Star of Fashion